# Lasure

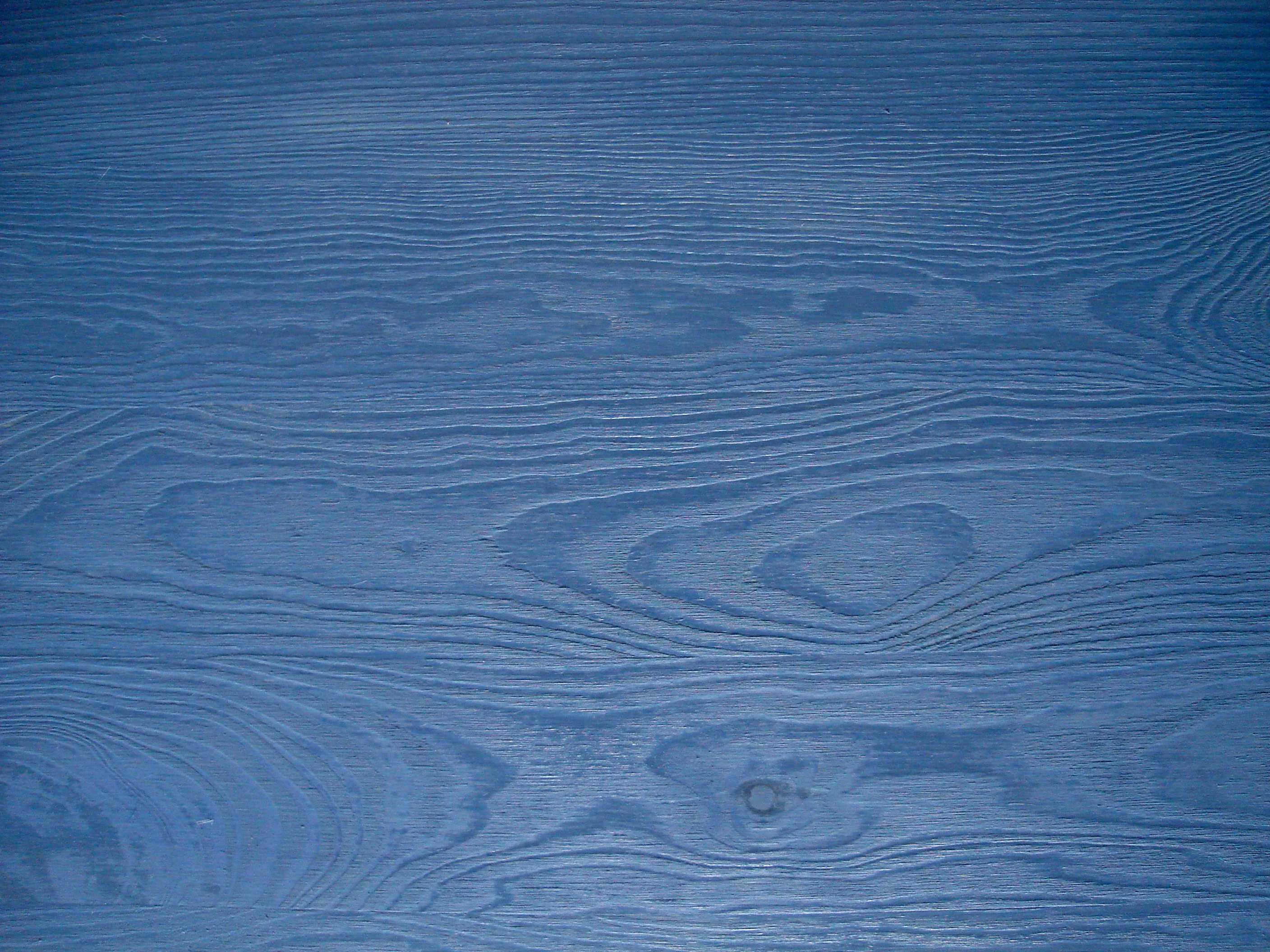
Lasure bleue sur bois veiné

Une lasure (le terme teinture est utilisé au Québec) est un produit de protection ou de décoration pour des matériaux poreux (bois, bétons…) qui ne recouvre pas le matériau d'une pellicule opaque. Elle se différencie d'une peinture ou d'un vernis en ce qu'elle ne contient pas ou peu de liant et pas de charge.
Une lasure se rapproche fortement de ce que les menuisiers appellent une teinte, qui peut ne contenir aucun liant.
Les lasures sont principalement destinées à la protection et à la décoration des bois dont elles ne masquent pas les veines et les nœuds. 

## Composition
Le terme « lasure » apparu en France fin des années 1980 en provenance d'Allemagne et des pays scandinaves désignait à l'origine un produit non filmogène permettant une bonne respiration du support — aucune pellicule n'isole le matériau de l'environnement — et une rénovation facile — brossage sans traitement d'un film vieilli avec écailles et zones saines. Le terme nouveau a rapidement servi pour vendre des vernis teintés puis des produits d'aspect similaires (non masquant) dans d'autres domaines que le bois (béton).
La faible part de liant dissous dans le solvant est la principale différence d'une lasure avec un vernis. Après évaporation du solvant le film obtenu est micro-poreux, qui permet au matériau de respirer sans décoller le film. Le film s'use par action des UV et abrasion éolienne.
Ceci permet à la teinte de bien pénétrer le bois et de réchauffer sa couleur. La présence d'un peu de liant permet de maintenir les pigments protecteurs en place et d'assurer une accroche.
Les lasures d'imprégnation, plus légères en liants plus fins pénètrent et forment une couche d'accroche. Les lasures de finition offrent un aspect plus ciré mais présentent le risque de la formation d'un film.
Liant
- lasures à l'huile : huile de lin , de ricin, de bois cuite ou pas ;
- lasures polymères : acrylique[1], alkyde, alkyde-uréthane;

Pigment (0 à 5% en volume)
- classiquement, des oxydes de fer transparents très fins, qui, en plus de la couleur, confèrent au bois une protection contre les ultraviolets[a]. Du dioxyde de titane micronisé, quasi transparent dans le domaine du visible permet aussi une bonne protection des UV mais opacifie légèrement.

Les lasures se présentent en phases solvant ou aqueuse (polymères de taille parfois plus importants et donc moins pénétrants) et peuvent contenir des siccatifs ou des durcisseurs.  

## Caractéristiques essentielles des lasures

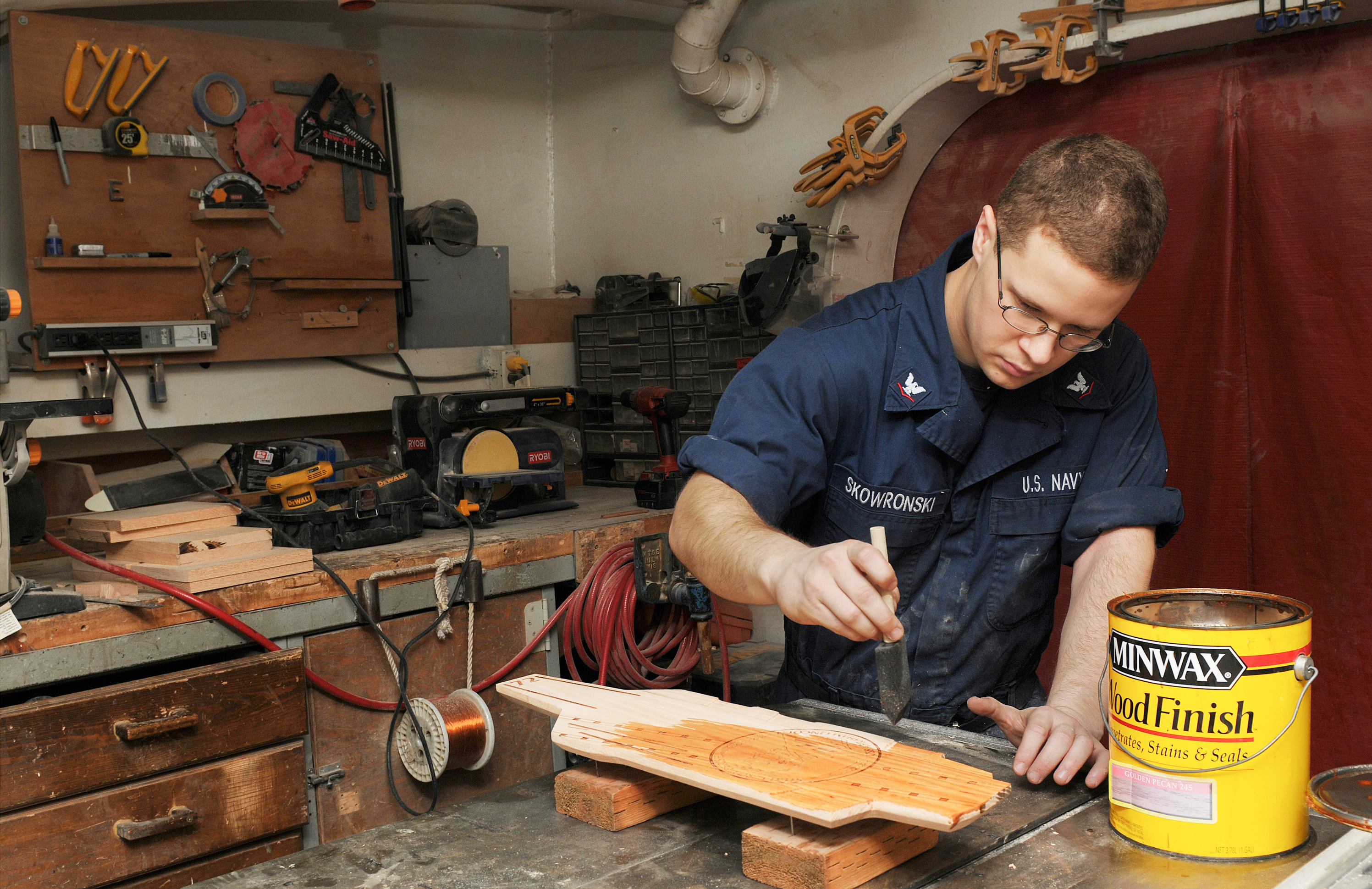
Application du produit sur une plaque de bois.

Une lasure, par sa composition, laissera un bon échange se faire entre le support et l'atmosphère, ce qui permettra au matériau de pouvoir « respirer » et évitera ainsi les écaillages. L'entretien s'en trouve grandement facilité, puisqu'il n'y a pas besoin de décapage ; en l'absence de film vieilli de façon différentielle avec écailles et zones saines, un égrenage ou un bon brossage convient dans la plupart des cas, puisqu'une lasure aura tendance à fariner dans le temps. C'est d'ailleurs cet indice qui permet de savoir qu'il est temps de procéder à une rénovation. 
Les avantages des lasures sont notamment de :
- préserver l'aspect du matériau, notamment la surface veinée des bois ;
- permettre une circulation plus ou moins importante d'humidité, tout en faisant obstacle à l'eau[3] ;
- éviter l'écaillage avec le temps.

Elles peuvent migrer dans le matériau (bonne accroche et bonne protection en profondeur) ou être lessivées facilement, suivant leurs constituants.
Les lasures servent à colorer, protéger contre des agressions diverses (parasites, effets de la lumière, humidité).
Guère résistantes aux rayures ou à l'abrasion car ne formant pas de film extérieur, et pénétrant peu au cœur des fibres ou des pores du bois pour certaines formulations bas de gamme, les lasures se destinent généralement surtout à des surfaces dites verticales (bardages, portes, volets...) peu susceptibles de frottements répétés. Certaines lasures du commerce sont toutefois spécifiquement conçues pour, par exemple, du mobilier de jardin.
En Allemagne et dans les pays scandinaves, en première monte des menuiseries industrielles (portes et fenêtre bois), elle est proposée depuis les années 80 en DSL (DickSchicht lasure), lasure en couche épaisse (300 microns humide) mais fin des années 90 sont apparus d'autres systèmes en couche fine plus adaptés aux volets, portails mais aussi bardages extérieurs davantage soumis aux intempéries que les fenêtres.
Le profil de pièces est alors adapté pour assurer une plus grande longévité. C'est le profil dit Rosenheim, avec barrette aluminium , du nom de l'école supérieur du bois en Allemagne. Ce profil a été étudié et optimisé par l'ensemble des deux professions : menuisiers et peintres.

### Origine du mot
Le mot lasure date des années 1980 en France, de l'allemand Lasur signifiant glacis.
Paradoxalement pour un produit non filmogène, le terme est a rapprocher de glasure, glaçure en allemand désignant en poterie la couche superficielle dure qui conduit à l'émaillage. Glasurit (BASF) et Sikkens étaient alors les deux acteurs majeurs de la protection des bois en Allemagne.